# 澤萊諾皮利亞 (盧甘斯克州)
47°55′19″N 39°28′51″E / 47.92194°N 39.48083°E
澤萊諾皮利亞（羅馬化：Zelenopillia）是位於烏克蘭東部的村莊，由盧甘斯克州多夫然斯克区的多夫然斯克市鎮負責管轄。該村始建於1900年，面積15.1平方公里，海拔高度217米，2001年人口147，人口密度每平方公里9.8人。